# الدوري الكويتي 2020–21
أقيمت بطولة الدوري الكويتي الخامسة والتسعين في موسم 2020/2021، وقد شارك في البطولة 8 فرق، وقد استطاع أن يفوز نادي العربي الكويتي بلقب البطولة للمرة السابعة عشر في تاريخه، كما أنه حقق اللقب دون أي خسارة للمرة الخامسة في تاريخه.

## ترتيب الفرق
| الفريق                | لعب | فاز | تعادل | خسر | له | عليه | النقاط |
| --------------------- | --- | --- | ----- | --- | -- | ---- | ------ |
| نادي العربي الكويتي   | 18  | 13  | 5     | 0   | 39 | 16   | 44     |
| نادي القادسية الكويتي | 18  | 10  | 6     | 2   | 32 | 16   | 36     |
| نادي الكويت           | 18  | 9   | 7     | 2   | 37 | 20   | 34     |
| نادي كاظمة            | 18  | 6   | 7     | 5   | 30 | 22   | 25     |
| نادي النصر الكويتي    | 18  | 6   | 4     | 8   | 20 | 23   | 22     |
| نادي السالمية         | 18  | 6   | 2     | 10  | 25 | 32   | 20     |
| نادي الشباب الكويتي   | 18  | 4   | 7     | 7   | 16 | 23   | 19     |
| نادي الفحيحيل         | 18  | 3   | 7     | 8   | 22 | 36   | 16     |
| نادي خيطان            | 18  | 3   | 5     | 10  | 21 | 39   | 14     |
| نادي الساحل الكويتي   | 18  | 3   | 4     | 11  | 21 | 36   | 13     |

## أرقام من البطولة
- أكثر الفرق تحقيقا للفوز هو نادي العربي الكويتي ب13 فوز.
- أقل الفرق تحقيقا للفوز هم نادي الفحيحيل ونادي خيطان ونادي الساحل الكويتي ب3 انتصارات.
- أكثر الفرق تحقيقا للتعادل هم نادي الكويت ونادي كاظمة ونادي الشباب الكويتي ونادي الفحيحيل ب7 تعادل.
- أقل الفرق تحقيقا للتعادل هو نادي السالمية بتعادلين.
- أكثر الفرق تعرضا للخسارة هو نادي الساحل الكويتي ب11 هزيمة.
- أقل الفرق تعرضا للخسارة هو نادي العربي الكويتي بلا أي خسارة
- أكثر الفرق تسجيلا للأهداف هو نادي العربي الكويتي ب39 هدف.
- أقل الفرق تسجيلا للأهداف هو نادي النصر الكويتي ب20 هدف.
- أقل الفرق تعرضا للأهداف هو نادي النصر الكويتي ب19 هدف.
- أكثر الفرق تعرضا للأهداف هما نادي العربي الكويتي ونادي القادسية الكويتي ب46 هدف.